# 萨比尔·博格达
萨比尔·博格达（20世纪？—）维吾尔族，侨居土耳其，土耳其商人、土耳其维吾尔工商协会主席。

## 生平
2010年，萨比尔·博格达成立了土耳其维吾尔工商协会，并任主席。该协会是由华人华侨企业家组成的社团，成立时有100余家华侨企业，以及200余名留学生。土耳其有6万多名华侨，其中60%是维吾尔族，10%是汉族，30%是哈萨克族和其他民族。这6万多人大部分都与中国有生意来往。博格达希望该协会为中国与土耳其乃至其他穆斯林国家合作提供桥梁，同时促进新疆的发展。2012年，博格达在新疆乌鲁木齐投资建立的土耳其进口商品商场开业，新疆有关部门及土耳其驻华使馆、吉尔吉斯共和国等各方派团前去剪彩。2013年，土耳其维吾尔工商协会派代表到乌鲁木齐的新疆维吾尔自治区外事侨务办公室，为四川雅安地震灾区捐款。2015年3月，博格达应邀作为海外侨胞代表列席中国全国政协十二届三次会议。